# Bonte muskaatduif
De bonte muskaatduif (Ducula bicolor) is een duif uit het geslacht Ducula.
De Filipijnse naam voor de bonte muskaatduif is Balud Puti of Kamaso.

## Kenmerken
De vogel is 35 tot 42 cm lang en weegt 365 tot 510 g. De bonte muskaatduif is een zwart-witte duif met witte kop, rug, buik en borst en ook witte vleugeldekveren, maar met donkere slagpennen zodat in vlucht zowel van boven als van onder, de vleugels voor de helft zwart zijn. De staart is wit met een brede zwarte eindband. De staart is aan de binnenzijde driehoekig afgegrensd (bij de uiterst zeldzame zilverduif is dit recht, verder is de zilverduif niet wit maar zilverkleurig).

## Verspreiding en leefgebied
Deze soort komt voor in Maleisië, Indonesië en de Filipijnen.
De bonte muskaatduif komt voor in regenwouden, Eucalyptus bossen, struikgewas aan de kust, kreken, rivieren, mangroven en kleine eilanden voor de kust.

## Status
De bonte muskaatduif heeft een groot verspreidingsgebied en daardoor is de kans op de status kwetsbaar (voor uitsterven) gering. De grootte van de wereldpopulatie is niet gekwantificeerd (alleen de Australische populatie werd in 2008 op een half miljoen dieren geschat). Deze duif gaat in aantal achteruit maar het tempo ligt onder de 30% in tien jaar (minder dan 3,5% per jaar). Om deze redenen staat de bonte muskaatduif als niet bedreigd op de Rode Lijst van de IUCN.

## Voedsel
Deze duivensoort eet voornamelijk fruit.
Muskaatduiven plukken vruchten van de bomen. Het opvallende aan deze vogels is, dat ze relatief zeer grote vruchten met flinke pitten in hun geheel doorslikken. Men heeft in hun spijsverteringskanaal vruchten met pitten van 30 x 50mm gevonden. Onder andere muskaatnoten worden door deze duiven gegeten. Vandaar hun naam.

## Voortplanting
De rommelige gebouwde nesten van deze vogelsoort zijn te vinden in de bomen op zo'n 10 tot 25 meter hoogte. De bonte muskaatduif legt één enkel ei dat wordt uitgebroed in zo'n 23 tot 25 dagen. Het jong vliegt na nog eens drie weken uit.